# 乌古论谊
乌古论谊（？—1213年），本名雄名，乌古论氏。金朝大臣，金太祖外孙乌古论元忠和金世宗女鲁国大长公主的儿子。

## 生平
乌古论谊先辈是金上京独拔古人，金世宗大定八年（1168年），乌古论谊娶完颜亮女为妻。妻子去世后，大定二十一年（1181年），继娶太子完颜允恭女广平郡主。为人粗犷豪放，历仕宫卫，大定二十六年（1186年），担任同知澄州军州事。大定二十九年（1189年），完颜允恭之子金章宗即位，广平郡主进封邺国长公主，乌古论谊改任顺天军节度副使，加驸马都尉。承安元年（1196年），任秘书监兼吏部侍郎，历任刑部侍郎、工部尚书。泰和三年（1203年），转任知东平府、真定府事。泰和六年（1206年），官居元帅左都监，随军伐南宋。次年为左监军。泰和八年（1208年），任御史大夫，大安年间，知大名府事。至宁元年（1213年），在知大名府任上，以谋逆罪被杀。